# Centro botánico de Quad City
El Centro botánico de Quad City en inglés: Quad City Botanical Center es un jardín botánico y un invernadero de 599 m² (6,444 pies cuadrados), próximo al río Mississipi en Rock Island, Illinois. 

## Localización
Quad City Botanical Center, 2525 4th Avenue Rock Island, Rock Island county, Illinois 61201 United States of America-Estados Unidos de América. 
Planos y vistas satelitales.41°30′35.28″N 90°33′51.12″O / 41.5098000, -90.5642000
- Área total de invernaderos: 599 Metros

Está abierto a diario excepto los mayores días festivos. Se cobra una tarifa de entrada.

## Historia
El jardín botánico "The Quad City Botanical Center" es una organización sin ánimo de lucro catalogada como 501 (c) (3).
Entre las metas que se han propuesto se incluyen:
- Ofrecer colecciones y exposiciones que promuevan la belleza y el goce de las plantas.
- Aumentar el conocimiento botánico y hortícola a través de la educación.
- Fomentar la preocupación ecológica para las plantas que nos sostienen.
- Para inspirar a los ciudadanos en la mejora de su entorno.

## Colecciones
Actualmente 2012, se incluyen los siguientes jardines temáticos: 
- Sun Garden conservatory (6,444 pies cuadrados ) - incluye la acacia dulce, pimienta de Jamaica, Sagittaria, bambú, banana, ave del paraíso, bromelias, cacao, cardamomo, yuca, palma de coco, café, helechos, Plumeria, jazmín de Arabia, lichis, orquídeas, palmas, papaya, papiros, piña ananás, sapodilla, vainilla, e ylang-ylang, además de una cascada de 14 pies (4,2672 m), estanque de reflejo con koi, y un lucernario de 70 pies (21,336 m).

- Scott County Regional Authority Conifer Garden (creado en 2001) - con más de 40 coníferas procedentes de la colección de Justin C. Harper, incluyendo cultivares de especies tales como Ginkgo biloba 'Todd's Broom', Taxus cuspidate 'Fastigiate Aurea', y Thuja standishii.

- Physically Challenged Garden (establecido julio de 2003) - lechos de cultivo de plantas a diferentes alturas para los jardineros con limitaciones físicas.

- Scrambled Alphabet Garden - para los niños.